# Pierre Charles Comte
Pierre Charles Comte (* 23. April 1823 in Lyon; † 30. November 1895 in Fontainebleau) war ein französischer Maler.

## Leben und Werk
Pierre Charles Comte war zuerst von 1840 bis 1842 Schüler von Claude Bonnefond an der École des Beaux-Arts de Lyon und später Schüler von Joseph Nicolas Robert-Fleury in Paris. Er widmete sich wie Robert-Fleury dem historischen Genrebild und stellte 1847 eine Lady Jane Grey  aus, die, von trefflicher Komposition, korrekter Zeichnung und lebensvoller Charakteristik, Erwartungen erregte, die er nachher erfüllte in den Bildern Heinrichs III. Begegnung mit dem Herzog von Guise (1855, im Luxembourg), Jeanne d’Arc bei der Krönung Karls VII. (1861, Museum in Reims) und in der Eleonore von Este, Witwe des Herzogs von Guise, die ihren Sohn Heinrich schwören lässt, seinen ermordeten Vater zu rächen (1864, Museum in Lyon).
Zu Comtes weiteren Bildern gehören u. a.:
- Besuch Franz’ I. und der Herzogin von Étampes bei Benvenuto Cellini, 1857
- Karl IX. von seiner Mutter zum Beschluss der Bluthochzeit angetrieben
- Der letzte Besuch Karls V. im Schloss zu Gent nach seiner Thronentsagung, 1866
- Zigeuner vor dem kranken Ludwig XI., 1869
- Katharina von Medici im Schloss Chaumont
- Marie Touchet, 1870
- Die Sage von den vergifteten Handschuhen der Königin Johanna von Navarra, der Mutter Heinrichs IV.
- Die Nichte Don Quichottes, 1877
- Florentiner Edelleute erblicken Dante, 1883